# Liván Pérez
Liván Pérez Recio (Holguín, 8 maggio 1990) è un calciatore cubano.

## Carriera
Ha esordito con la Nazionale cubana nel 2013.

## Palmarès

### Club

#### Competizioni nazionali
- Campionato cubano: 1

Ciego de Ávila: 2014